# Krzysztof Hetman
Krzysztof Andrzej Hetman (ur. 27 czerwca 1974 w Lublinie) – polski polityk, urzędnik państwowy i samorządowy, w latach 2007–2010 podsekretarz stanu w Ministerstwie Rozwoju Regionalnego, w latach 2010–2014 marszałek województwa lubelskiego, wiceprezes Polskiego Stronnictwa Ludowego, poseł do Parlamentu Europejskiego VIII, IX i X kadencji, poseł na Sejm X kadencji, w latach 2023–2024 minister rozwoju i technologii w trzecim rządzie Donalda Tuska.

## Życiorys
Ukończył studia politologiczne na Uniwersytecie Marii Curie-Skłodowskiej w Lublinie. Pracował w otwartym funduszu emerytalnym. Od 2002 był zastępcą dyrektora, a od 2005 do 2007 dyrektorem departamentu rozwoju regionalnego w urzędzie marszałkowskim województwa lubelskiego.
Zaangażował się w działalność polityczną w ramach Polskiego Stronnictwa Ludowego. Kandydował z jego listy w 2002 do Sejmiku Województwa Lubelskiego i w 2006 do lubelskiej rady miejskiej, nie uzyskując mandatu. 18 grudnia 2007 objął stanowisko podsekretarza stanu w Ministerstwie Rozwoju Regionalnego. W 2010 został wybrany na prezesa PSL w województwie lubelskim. 1 grudnia 2010 odszedł z rządu w związku z powołaniem na urząd marszałka województwa lubelskiego.
W wyborach parlamentarnych w 2011, startując z listy PSL w okręgu lubelskim, został wybrany do Sejmu, otrzymując 10 804 głosy. Po wyborach odmówił złożenia ślubowania, wobec czego jego mandat wygasł (zastąpił go w Sejmie Henryk Smolarz). W grudniu 2012 wybrano go na wiceprezesa partii. W wyborach do Europarlamentu w 2014 jako kandydat PSL w okręgu lubelskim uzyskał mandat eurodeputowanego z wynikiem 24 862 głosy. W 2019 z ramienia Koalicji Europejskiej jako reprezentant PSL z powodzeniem ubiegał się o reelekcję (otrzymał 105 908 głosów).
W wyborach parlamentarnych w 2023 uzyskał mandat posła X kadencji z ramienia koalicji Trzecia Droga (z wynikiem 28 876 głosów), odchodząc w konsekwencji z Europarlamentu. 12 grudnia 2023 Sejm X kadencji wybrał go na urząd ministra rozwoju i technologii w trzecim rządzie Donalda Tuska. Następnego dnia został przez prezydenta RP Andrzeja Dudę powołany na to stanowisko. W styczniu 2024 został powołany przez prezydenta w skład Rady Dialogu Społecznego. W lutym 2024 objął funkcję wiceprzewodniczącego Komitetu Ekonomicznego Rady Ministrów.
Przed wyborami do Parlamentu Europejskiego w 2024 otrzymał pierwsze miejsce na liście Trzeciej Drogi w okręgu wielkopolskim, w związku z czym złożył rezygnację z pełnienia funkcji rządowej. Ze stanowiska ministra został odwołany 13 maja 2024. W wyniku głosowania z czerwca 2024 uzyskał mandat europosła X kadencji, zdobywając 44 937 głosów.

## Wyniki w wyborach ogólnopolskich
| Wybory | Komitet wyborczy                   | Komitet wyborczy           | Organ             | Okręg                            | Wynik            |
| ------ | ---------------------------------- | -------------------------- | ----------------- | -------------------------------- | ---------------- |
| 2011   |                                    | Polskie Stronnictwo Ludowe | Sejm VII kadencji | nr 6                             | 10 804 (2,35%)   |
| 2014   | Parlament Europejski VIII kadencji | Polskie Stronnictwo Ludowe | nr 8              | 24 862 (6,22%)                   |                  |
| 2019   |                                    | Koalicja Europejska        | nr 8              | Parlament Europejski IX kadencji | 105 908 (14,31%) |
| 2023   |                                    | Trzecia Droga              | Sejm X kadencji   | nr 6                             | 28 876 (4,45%)   |
| 2024   | Parlament Europejski X kadencji    | Trzecia Droga              | nr 7              | 44 937 (4,37%)                   |                  |

## Odznaczenia
W 2012 odznaczony Złotym Krzyżem Zasługi.

## Życie prywatne
Żonaty z Magdaleną. Zamieszkał w Lublinie. Jego ojciec Jerzy Hetman (1941–2025) był profesorem nauk rolniczych i specjalistą w zakresie roślin ozdobnych.